# Champagne (musikgrupp)

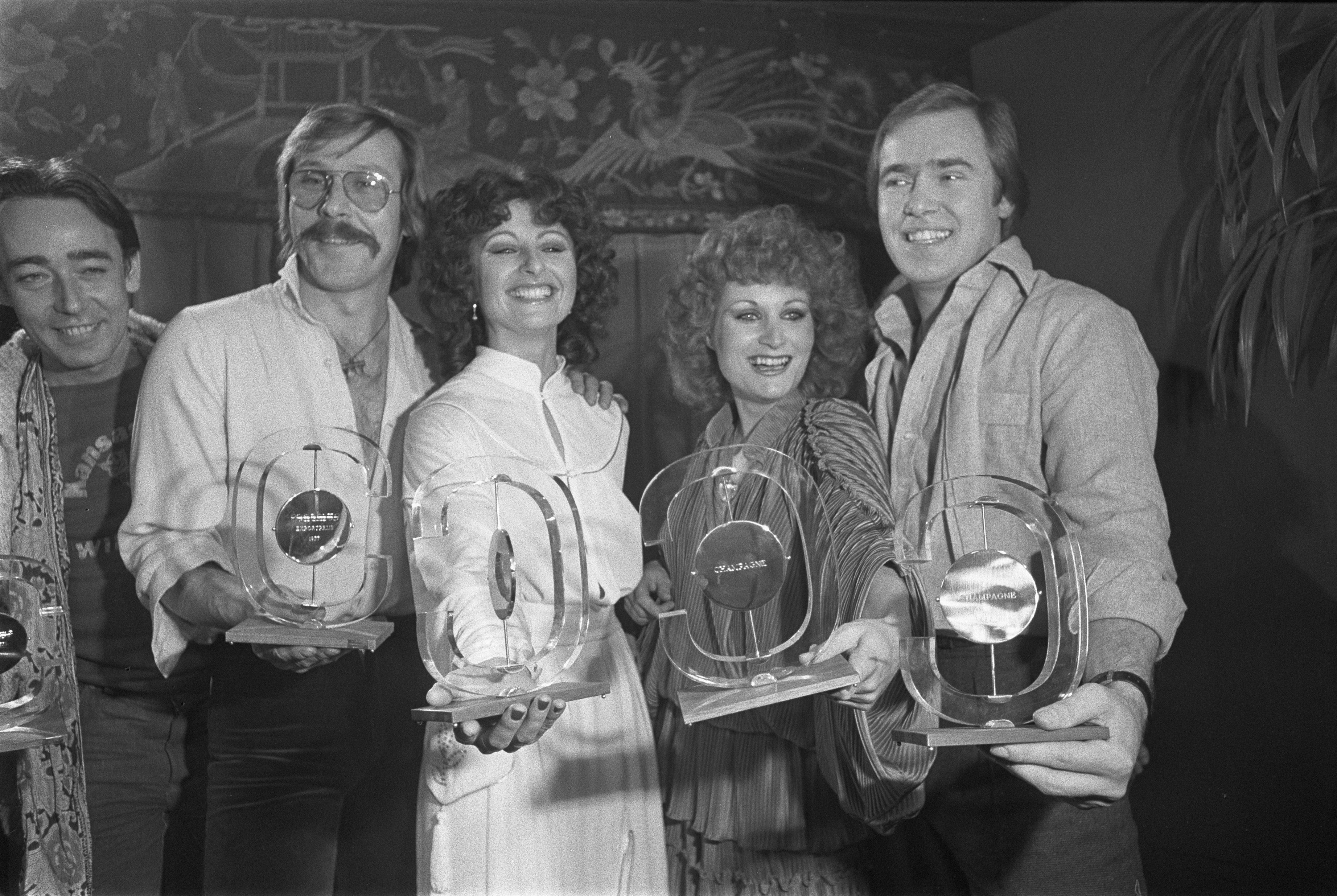
Champagne (1977)

Champagne var en nederländsk popgrupp som bildades i Rotterdam 1976 och upplöstes 1983. Medlemmar var Paulette Bronkhorst, Trudie Huysdens, Jan Vredenburg och Bert Van Der Wiel.
De är bäst kända för sin Poporamahit "Rock and roll star".